# Fizyka matematyczna
Fizyka matematyczna – nauka z pogranicza fizyki teoretycznej i matematyki. Rozwija działy matematyki wykorzystywane w fizyce oraz bada matematyczne struktury fizycznych teorii i hipotez.
Fizyka matematyczna mniej zajmuje się fizycznymi aspektami teorii fizycznych, za to kładzie szczególny nacisk na matematyczną strukturę tych teorii. Fizycy matematyczni zajmują się w szczególności:
- rozwijaniem działów matematyki używanych do opisu zjawisk fizycznych
- uściślaniem matematycznych podstaw teorii fizycznych
- tworzeniem nowych struktur matematycznych, które mogą zostać w przyszłości użyte w fizyce teoretycznej.

Granica pomiędzy fizyką teoretyczną a fizyką matematyczną w niektórych dziedzinach jest bardzo płynna. Przykładem może być 
teoria grawitacji, gdzie podstawowe wysiłki fizyków teoretyków skupiają się na badaniu i konstruowaniu odpowiednich struktur matematycznych do opisu rzeczywistości. Dlatego też w tych przypadkach określają się sami jako fizycy bądź matematycy.
Do dziedzin, wchodzących w zakres fizyki matematycznej lub związanych z nią, należą:
- matematyczne podstawy mechaniki klasycznej i kwantowej
- teoria grawitacji
- analiza funkcjonalna, teoria miary, geometria różniczkowa
- teoria grup i ich reprezentacje
- teoria równań różniczkowych
- matematyczne aspekty teorii pola.